# Pfarrkirche Berndorf bei Salzburg

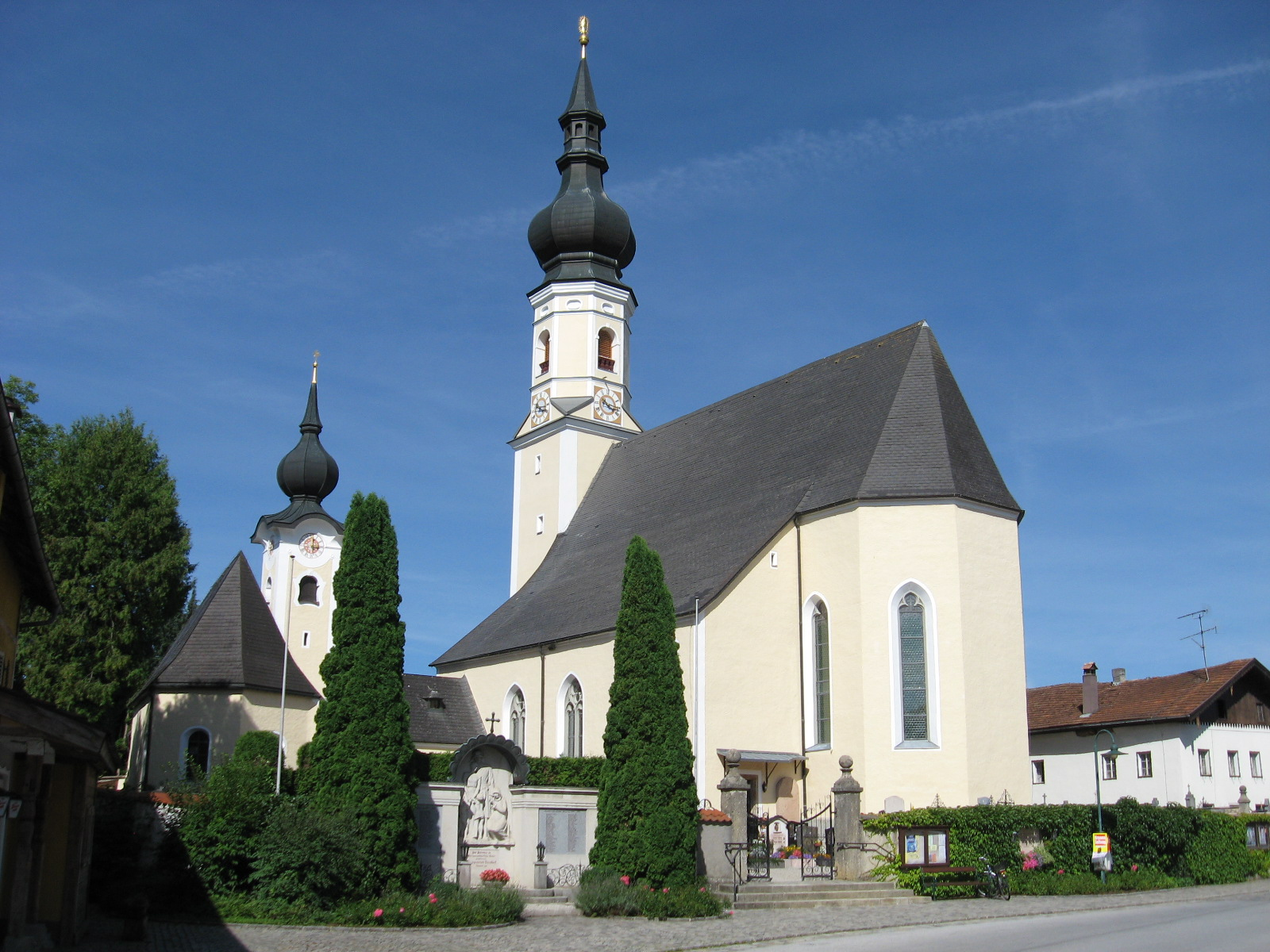
Kapelle Hll. Sebastian und Anna und Pfarrkirche Mariä Himmelfahrt in Berndorf bei Salzburg, davor das Kriegerdenkmal

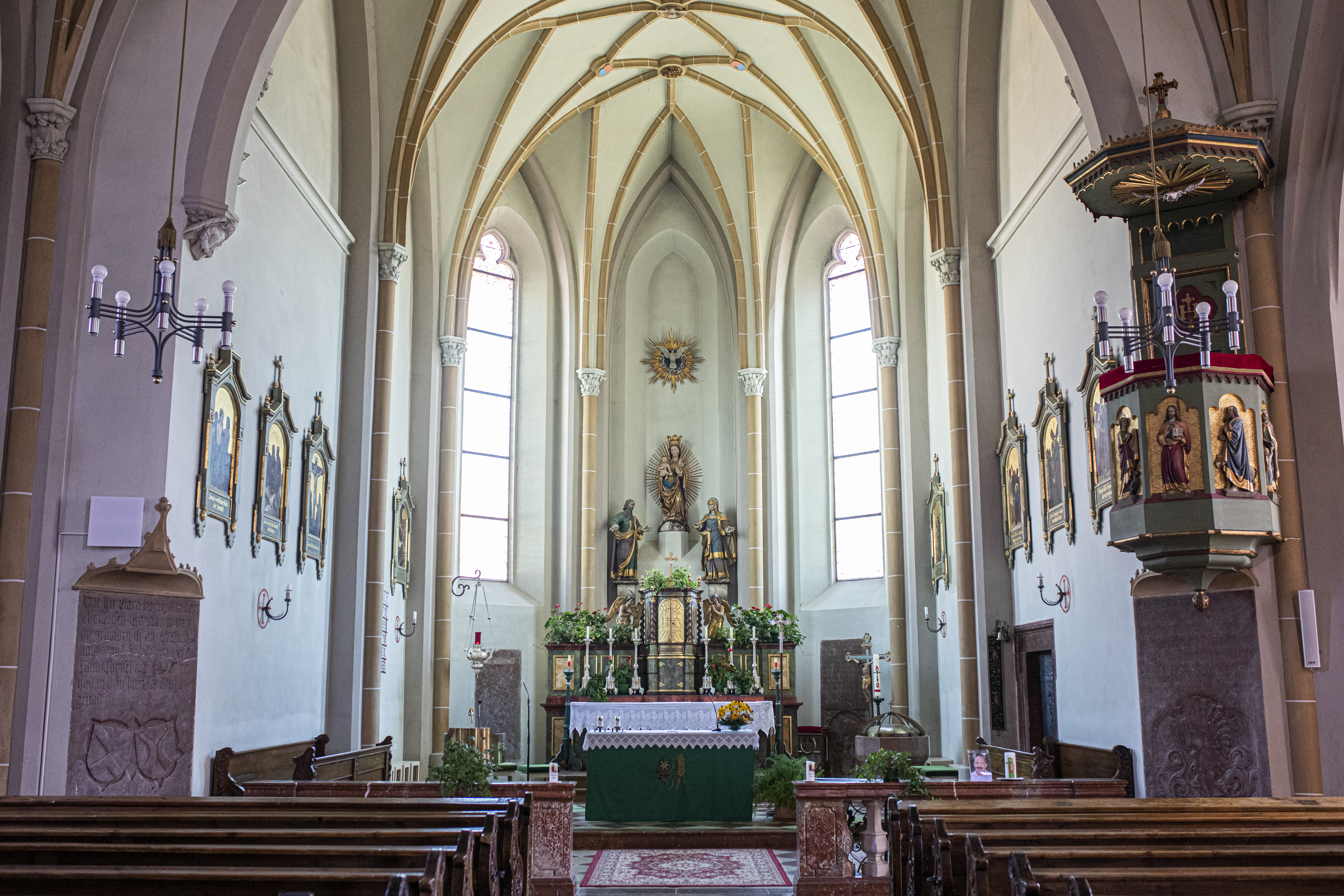
Innenraum der Kapelle

Die römisch-katholische Pfarrkirche Berndorf bei Salzburg steht, von einem Friedhof umgeben, in der Ortsmitte der Gemeinde Berndorf bei Salzburg im Land Salzburg. Die Pfarrkirche Mariä Himmelfahrt gehört zum Dekanat Köstendorf in der Erzdiözese Salzburg. Die gesamte Kirchhofanlage steht unter Denkmalschutz.

## Geschichte
Die Kirche ist seit 1130 eine Pfarrkirche. 1909 war eine Restaurierung. 1969 war eine Außenrestaurierung. Bei der 1984 durchgeführten Innenrestaurierung wurden drei Vorgängerbauten ergraben, der erste Kirchenbau ist karolingisch, beim romanischen Bau im Süden befand sich eine angebaute Taufkapelle.

## Architektur
Der Kirchenbau steht von einem Friedhof umgeben in der Ortsmitte und ist mit einem Arkadengang mit der Kapelle Hll. Sebastian und Anna verbunden. Die Kirche, im Kern romanisch, mit einem spätgotischen Mittel- und südlichen Seitenschiff und einem barocken nördlichen Seitenschiff hat einen spätgotischen Westturm mit einem barocken Glockengeschoß. Das dreischiffige Langhaus und der einschiffige leicht eingezogene Chor mit einem polygonalen Schluss unter einem gemeinsamen Satteldach haben einen umlaufenden Sockel. Die Fenster am südlichen Seitenschiff und am Chor sind spitzbogig mit Maßwerk und haben Glasfenster aus 1909. Das Chorfenster in der Chorachse ist vermauert. Das nördliche Seitenschiff hat einfache barocke Fenster. Im Süden hat die Kirche ein spätgotisches dreifach gekehltes Portal. Im ersten Langhausjoch ist im Norden ein barockes Rundbogenportal. Der spätgotische, in der Achse vorgestellte, Westturm ohne Geschoßgliederung hat einen Sockel und ein abschließendes profiliertes Gesims. Das barocke oktogonale Glockengeschoß aus dem späten 17. Jahrhundert mit rund geschlossenen Schallfenstern hat eine Zwiebel mit einer abschließenden Laterne. Die zweigeschoßige Sakristei im Süden am ersten Chorjoch schließt in gleicher Breite und Höhe an das südliche Seitenschiff an und hat im Osten ein abgefastes hochrechteckiges Portal mit der Jahresangabe 1671.
Das erhöhte Mittelschiff hat ein Sechsrautensterngewölbe, das südliche Seitenschiff ein Vierrautensterngewölbe, der Chor ein Netzrippengewölbe. Sämtliche Rippen im spätgotischen Bereich wurden 1909 rekonstruiert. Im ersten Joch des südlichen Seitenschiffes sind spätgotische Runddienste mit Rippenansatzfragmenten an der Südwand und der untere Teil eines Runddienstes am ersten Mittelschiffpfeiler von der ehemaligen spätgotischen Empore erhalten. Das barocke nördliche Seitenschiff ist kreuzgratgewölbt mit Stuckspiegeln mit Gurtbögen über Wandpilastern zwischen den Jochen. In der Westwand des Mittelschiffes ist ein spitzbogiges abgefastes Portal zum Turm. Das Turmerdgeschoß ist kreuzgratgewölbt mit einer Segmentbogenöffnung zum Turmobergeschoß. Das Sakristeiportal im ersten Chorjoch ist aus dem späten 17. Jahrhundert.
Die Empore aus 1984 geht über die ganze Breite der drei Schiffe. Im Mittelschiff gibt es zusätzlich eine Orgelempore. Im südlichen Seitenschiff ist ein spitzbogiges Portal zum Obergeschoß des Arkadenganges.
Es gibt zahlreiche Grabplatten aus dem 15. und 16. Jahrhundert.

## Ausstattung
Der Hochaltar in der Nische des vermauerten Achsfensters trägt die spätgotische Figur stehende Maria mit Kind aus dem Ende des 15. Jahrhunderts und seitlich die Konsolfiguren Joachim und Anna aus der Mitte des 19. Jahrhunderts. Der linke Seitenaltar zeigt das Altarblatt Heiliger Wandel aus dem Ende des 18. Jahrhunderts und trug ursprünglich seitlich die Konsolfiguren Florian und Johannes Nepomuk aus dem Ende des 18. Jahrhunderts. Die Figuren wurden an eine andere Stelle platziert. An der rechten Seitenaltarwand steht eine Kreuzigungsgruppe aus der Mitte des 19. Jahrhunderts.
Die Kanzel aus 1853 hat die Reliefs Christus und die vier Evangelisten. Es gibt weitere Konsolfiguren Joseph, Johannes Evangelist, Sebastian und Leonhard, alle aus der Mitte des 19. Jahrhunderts. Die Kreuzwegbilder malte der Maler Sebastian Stief (1853). Es gibt einen spätgotischen polygonalen Taufstein aus der 1. Hälfte des 16. Jahrhunderts mit einem barocken Taufsteindeckel.
Die Orgel baute Hans Mauracher (1892).